# Église Saint-Martin de Doussay
L'église Saint-Martin est une église catholique située à Doussay, en France.

## Localisation
L'église est située dans le département français de la Vienne, sur la commune de Doussay.

## Historique
L'église est d'origine carolingienne (VIIIe siècle). Elle dépendait de l'abbaye Saint-Martin de Tours. Elle présente des caractéristiques architecturales intéressantes avec des éléments de la première moitié du XIe siècle. Le chœur est de style roman.
L'édifice est classé au titre des monuments historiques en 1984.

## Description de l'extérieur
L'église est construite en calcaire.
La façade est toute simple. Elle est à pignon. Une fenêtre en plein cintre y a été percée. Une porte en anse de panier, moulurée semble datée du XVe siècle. Un grand auvent en bois s'appuie sur cette façade.
Une tourelle couverte d'une voûte de pierre abrite un escalier.

## Description de l'intérieur
Le carré du transept est de conception massive. Il se compose de quatre piles carrées contre lesquelles s'appuient des colonnes engagées. Ces colonnes sont surmontées de chapiteaux qui représentent des têtes humaines, des oiseaux ou des formes plus géométriques : palmettes, écailles.

## Mobilier
L'église abrite trois cloches, l'une date de 1642 et les deux autres de 1741.
Elle abrite un beau tabernacle qui se trouvait à droite de l'autel de bois peint. Il était posé sur un emmarchement et orné d'une représentation du Sacré-Cœur que deux anges encadrent.